# David McMurray
David Keith „Dave“ McMurray (* 1958 in Detroit) ist ein amerikanischer Jazzmusiker (Sopran-, Alt- und Tenorsaxophon), der vor allem als Mitglied von Was (Not Was) und als Sessionmusiker einem größeren Publikum bekannt geworden ist.

## Wirken
McMurray trat zunächst mit dem ersten Album von Was (Not Was) (1981) hervor. Mit der Detroiter Avantgarde-Jazz-Band Griot Galaxy veröffentlichte er 1982 das Album Kin. Er trat in den 1980er Jahren in der Band von Geri Allen (mit der er auch auf Open on All Sides – In the Middle, 1987, zu hören ist) in Europa auf und tourte in Nordamerika mit Was (Not Was), Chuck Loeb und  Bob James (Joy Ride). 
Als Sessionmusiker unterstützte er Bob Dylan (Under the Red Sky, 1990) und die Rolling Stones (auf Voodoo Lounge, 1994) ebenso wie Iggy Pop, Nancy Wilson, Patti Smith, Cheb Khaled und Freddie Jackson. Ab Mitte der 1990er Jahre legte er mehrere Alben unter eigenem Namen vor, die dem Smooth Jazz zugerechnet werden. Auch ist er auf Alben von Gladys Knight, Bonnie Raitt und Bootsy Collins zu hören; 2012 trat er als Sideman auf dem Album Grand River Crossings von Geri Allen auf. Er ist als musikalischer Leiter des Motown-Künstlers KEM tätig. 
2017 holte ihn Produzent Don Was zum Label Blue Note Records und ließ ihm freie Hand bei der Einspielung des Albums Music Is Life, entstanden mit den Detroit 3, dem Bassisten Ibrahim Jones sowie alternierend den Schlagzeugern Jeff Canady und Ron Otis. Dabei zollte er dem musikalischen Erbe seiner Heimatstadt Tribut.
2021 veröffentlichte er mit Grateful Deadication unter Mitwirkung von Bettye LaVette und Bob Weir ein Album mit Coverversionen von Songs der Rockband Grateful Dead.

## Diskographische Hinweise
- The David McMurray Show (Warner Brothers 1996)
- Peace of Mind (Hip Hop Records 1999, mit Ray Mitchels, Bob James, Mark Whitfield, Don Was, Wayne Gerard, Darrell Peanut Smith u. a.)
- Soul Searching (Hip Hop Records 2001)
- Nu Life Stories (Hip Hop Records 2003)
- Music Is Life (Blue Note 2018)
- Grateful Deadication (Blue Note 2021)